# Álex López
Alejandro 'Álex' López Sánchez (Ferrol, 11 januari 1988) is een Spaans voetballer die als centrale middenvelder speelt. Hij verruilde in 2009 Narón BP voor Celta de Vigo. 

## Clubcarrière
Álex López debuteerde in 2005 in het seniorenvoetbal bij Racing Ferrol. Twee jaar later vertrok hij naar Narón BP, waar hij twee seizoenen zou spelen. In 2009 trok hij naar Celta de Vigo, waar hij aanvankelijk in het B-elftal speelde. In 2010 debuteerde hij voor het eerste van Celta de Vigo, destijds in de Segunda División.